# 加藤新次郎

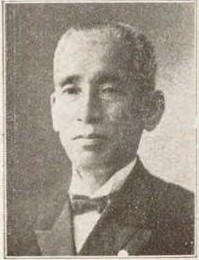
加藤新次郎

加藤 新次郎（かとう しんじろう、1854年3月31日（安政元年3月3日） - 1933年（昭和8年）5月2日）は、日本の政治家。衆議院議員（1期）。

## 経歴
福岡県出身。漢学と武芸を修める。農業を営む。朝倉郡会議員、同議長、福岡県会議員、同常置委員、同副議長、同議長、地方衛生会員、徴兵参事員となる。
1912年の第11回衆議院議員総選挙において福岡県郡部から立憲政友会公認で立候補して当選。衆議院議員を1期務めた。1915年の第12回衆議院議員総選挙には立候補しなかった。1933年死去。